# Sàn nhà là dung nham

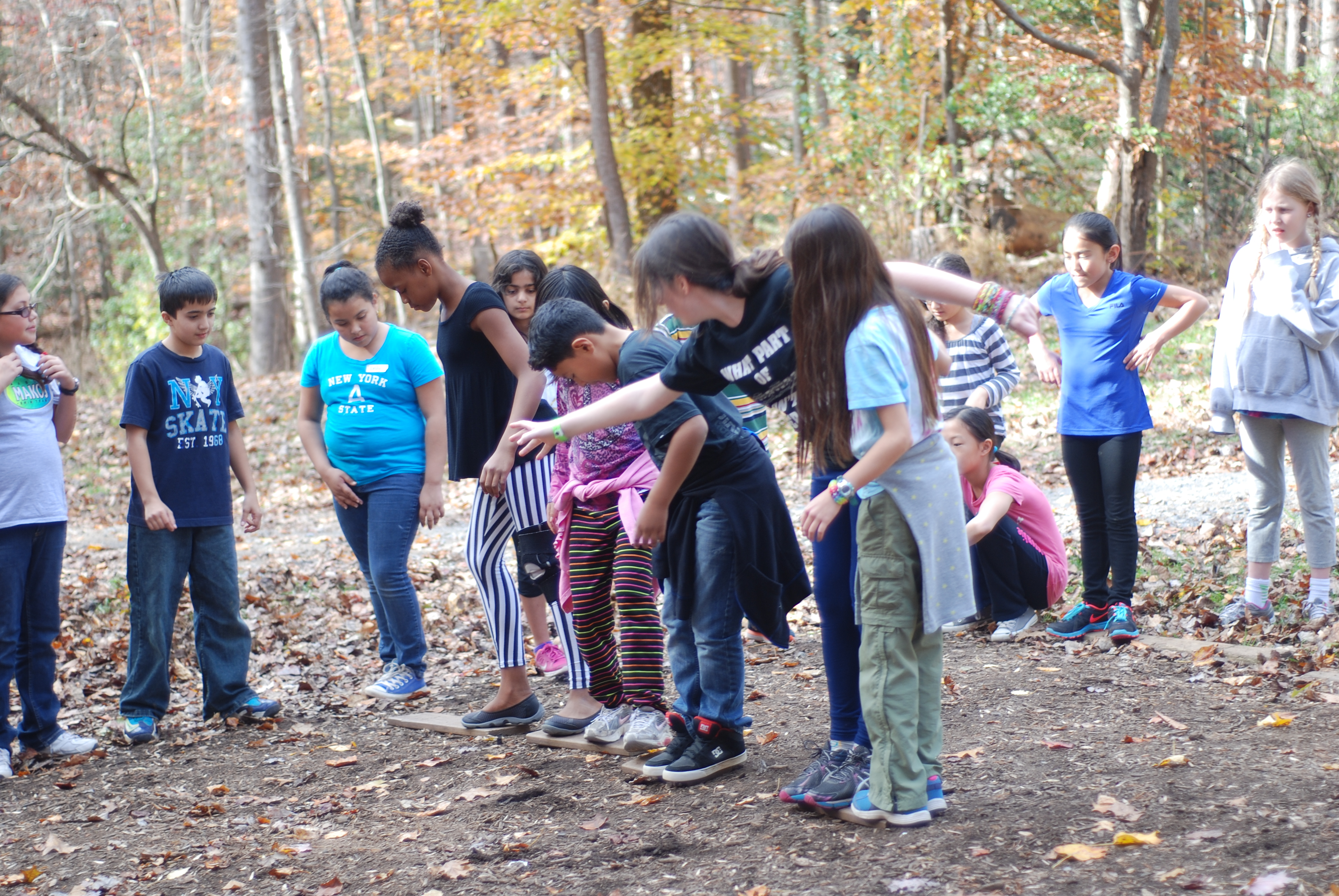
Trò chơi Swamp Crossing (Vượt đầm lầy) trong đó người chơi phải lên kế hoạch nhóm giúp họ vượt qua "đầm lầy" bằng một số hòn đảo di động (các tấm bảng) mà không bị chết đuối (chạm đất).

Sàn nhà là dung nham (tiếng Anh: The floor is lava) là một trò chơi hoạt động thể chất dành cho mọi lứa tuổi.

## Luật chơi
Trong "The Floor is Lava", người chơi sẽ tưởng tượng sàn nhà hoặc mặt đất đang bị bao phủ bởi dung nham (hoặc bất cứ chất gây chết người nào khác, như axit hay cát lún), và phải tránh không được chạm mặt đất không sẽ bị chết hoặc bị thương. Người chơi tránh chạm phải sàn bằng cách đứng trên các đồ nội thất hoặc các kiến trúc trong phòng. Người chơi thường không đứng im một chỗ, thường được yêu cầu phải di chuyển từ chỗ nọ sang chỗ kia. Trò chơi có thể được chơi theo nhóm hoặc chơi một mình để tự giải trí. Thậm chí có thể đặt ra một mục tiêu để cho các người chơi chạy đua tới. Trò chơi này cũng có thể được chơi ngoài trời tại những khu vui chơi hoặc những khu tương tự. Người chơi cũng có thể đặt các chướng ngại vật để tăng tính thách thức. Đây là một biến thể của trò vượt chướng ngại vật.
Thông thường, bất cứ người chơi nào cũng có thể bắt đầu trò chơi bằng cách hô lớn "The floor is lava!" (Sàn nhà là dung nham!) Bất cứ người chơi nào vẫn chạm sàn trong vài giây tiếp theo bị "loại" và không được tham gia lại trò chơi trong một khoảng thời gian.
Thường có các nhiệm vụ, vật dụng hoặc vị trí có thể "hồi phục lại" các phần cơ thể bị mất hoặc hồi lại máu. Tùy theo người chơi lựa chọn, những nhiệm vụ này có thể là những việc làm xấu hổ, hoặc chỉ đơn giản như là tìm một ai đó.

## Độ chính xác thực tế
Bằng cách sử dụng định luật Stefan–Boltzmann và xét tới sự đối lưu, các nhà khoa học của Đại học Leicester đã tính ra rằng phiên bản thật của trò chơi với dung nham thật là không thể chơi được, do không khí phía trên bề mặt dung nham quá nóng để con người có thể tồn tại được trong hơn một vài giây.

## Trong văn hóa đại chúng

### Phim
Hoạt động này được xuất hiện trong phim hoạt hình Inside Out năm 2015, trong đó nhân vật cô bé Riley Andersen đã chơi trò này trong thời thơ ấu của mình. Hoạt động này trở thành một phần trong trí nhớ dài hạn của cô bé, tạo ra một hồ dung nham trong đầu. Sau khi vô tình bị đưa tới trí nhớ dài hạn của cô bé, hai cảm xúc Joy và Sadness phải đi qua con hồ này để tìm đường quay về trung tâm điều khiển bộ não.

### Video game
- Cùng với bộ phim Inside Out, trò chơi này cũng có mặt trong playset Inside Out của trò chơi điện tử Disney Infinity 3.0. Có ít nhất một đoạn mà người chơi phải dẫn một trong năm cảm xúc của Riley đi qua hồ dung nham nói trên, mặc dù Anger có thể đi qua dung nham bình thường mà không bị sao.
- Ketchapp phát hành một trò chơi di động mô phỏng trò chơi này vào mùa hè năm 2017, với tên gọi The Floor is Lava.[6]
- Klei Entertainment hiện đang phát triển một trò chơi khác mô phỏng hoạt động này, có tên là Hot Lava. Trò này được chơi từ góc nhìn thứ nhất.[7]

### Board game
- Trò chơi "The Floor is Lava" bởi Italian Cousins chỉ tương đồng đôi chút so với trò chơi truyền thống.[8]
- Trò chơi cùng tên của The Endless Games có chứa các phụ kiện để chơi giống với truyền thống hơn.[9]